# 8080 Intel
8080 Intel este un asteroid din centura principală de asteroizi.

## Descriere
8080 Intel este un asteroid din centura principală de asteroizi. A fost descoperit pe 17 noiembrie 1987 la Caussols de CERGA. El prezintă o orbită caracterizată de o semiaxă mare de 2,86 ua, o excentricitate de 0,29 și o înclinație de 9,4° în raport cu ecliptica.